# Взаємне визнання
Взаємне визнання є коли дві чи більше країни, чи інші установи визнають рішення або політику одна одної, наприклад, у сфері оцінки відповідності, професійної атестації або стосовно кримінальних справ. Угода про взаємне визнання (англ. Mutual recognition agreement, MRA) — це міжнародна угода, за якою дві чи більше країни погоджуються визнавати оцінки відповідності, рішення або результати одна одної (наприклад, сертифікації чи результати випробувань). Угода про взаємне визнання є міжнародною угодою, заснованою на такій угоді.
Держава, які беруть участь в угоді, можуть призначати для сфери застосування угоди органи оцінки відповідності (CAB), лабораторії та інспекційні органи.
З моменту створення Світової організації торгівлі в 1995 році MRA стали все більш поширеними. Вони були створені всередині та між різними торгівельними блоками, включаючи АТЕС та Європейську Унію.
MRA найчастіше застосовуються до товарів, наприклад різні MRA контролю якости. Однак цей термін також застосовується до угод про визнання професійної кваліфікації та рішень, що стосуються кримінальних справ.
Органи з акредитації в рамках Міжнародного форуму з акредитації використовують термін багатосторонні угоди про визнання в аналогічному значенні.

## Принцип взаємного визнання в європейському кримінальному праві
Взаємне визнання є наріжним принципом у Зоні свободи, безпеки та справедливости (ЗСБС) в Європейській Унії (ЄУ). Важливість взаємного визнання як ключового принципу для сприяння співпраці, координації та довірі між державами-членами ЄУ у межах ЗСБС була вперше визнана у Висновках Тампере, прийнятих Європейською радою в жовтні 1999 року.
У ЗСБС принцип взаємного визнання передбачає, що рішення однієї держави-члена визнається та набуває юридичної сили в іншій державі-члені на основі презумпції взаємної довіри. Держави-члени вірять у те, що в межах Унії всі держави-члени дотримуються законодавства ЄУ і, зокрема, основних прав, визнаних законодавством ЄУ. Важливість принципів взаємного визнання та взаємної довіри було підкреслено Судом Справедливости в його Висновку 2/13. У цьому висновку Суд Справедливости зазначив, що презумпція взаємної довіри не дозволяє державі-члену перевіряти, чи дотримується інша держава-член основних прав, гарантованих законодавством ЄУ, якщо не виникають виняткові обставини.
Взаємне визнання може являти собою альтернативу гармонізації для досягнення мети європейської інтеграції в ЗСБС. Багато інструментів європейського кримінального права, таких як європейський ордер на арешт, були прийняті на основі принципу взаємного визнання. Однак, як зазначено в статті 82(2) ДФЄС, законодавець ЄУ також може прийняти мінімальні гармонізовані правила «тією мірою, якою це необхідно для полегшення взаємного визнання судових рішень, а також поліцейської та судової співпраці у кримінальних справах, що мають перехресний характер». На цій ноті пакет директив (так звані «Директиви ABC»), який включав, наприклад, Директиву про право на доступ до адвоката в кримінальному провадженні, був прийнятий на основі правової основи ст. 82(2) ДФЄС. Метою було подвійне: гарантування ефективного мінімального стандарту захисту фундаментальних процесуальних прав і посилення взаємної довіри між державами-членами, таким чином сприяючи взаємному визнанню.